# Маньково-Берёзовская
Маньково-Берёзовская — слобода в Милютинском районе Ростовской области.
Административный центр Маньково-Берёзовского сельского поселения.

## География

### Улицы
| - ул. Грекова, - ул. Зелёная, - ул. Крайняя, - ул. Кукушовка, - ул. Молодёжная, | - ул. Мучная, - ул. Набережная, - ул. Новикова, - ул. Новостройка, - ул. Рожок, | - ул. Рыбачья, - ул. Хлебная, - ул. Энергетическая, - пер. Бобрикова, - пер. Крутой, | - пер. Проходной, - пер. Соборный, - пер. Советский, - пер. Торговый, - тупик Таловый. |

## История
Слобода основана в 1760 году.
В 1924—1934 годах — административный центр Маньково-Берёзовского района.

### Школа
Маньково-Березовская церковно-приходская школа была основана в 1878 году. В ней было три класса. Детей обучали грамоте отец Аркадий и отец Яков.
В 1920-е годы церковно-приходская была переименована в Маньково-Березовскую начальную школу. Заведующим был Березенко Трофим Иванович.
В 1930-е годы Маньково-Березовская начальная школа стала школой с семилетним образованием. Директором был Петров Александр Иванович с 1937 по 1940-й год до призыва на действительную военную службу. В это же время работал учителем Лебедев Николай Тимофеевич. Оба погибли в годы Великой Отечественной войны. После войны директором работал Логиновский Николай Николаевич, а учителями Гордеева З. Т., Батырева В. П. и другие.
В 1960-е годы было построено новое здание Маньково-Березовской 8-летней школы, директором которой была Макаренко Н. И. Учителями Саламахина М. Д., Ерёменко М. А., Череватенко Е. А., Вифлянцева Р. Ф., которые сейчас на пенсии.
В 1972 году было закончено строительство нового двухэтажного здания Маньково-Березовской средней школы. Директором был ветеран войны Вифлянцев В. И. Такие учителя как Козлова М. В., Кочетова К. В., Перебейнос В. А., Макаренко В. А., Рыбалкина З. А., Писковатскова Т. В., Завгородняя Э. Н. работали в этой школе со дня её основания. С 1990 года по 1999 год школой управлял директор Ткачев Геннадий Васильевич. С 1999 по 2011 год — Величко Анна Парфеновна. С 2011 года руководитель школы — Парфенова Елена Александровна.
Проектная мощность — 200 человек, фактически — 111.

## Население
| 2010 |
| ---- |
| 685  |

### Известные уроженцы
- Василиск Гнедов (1890—1978) — русский поэт-авангардист.

## Достопримечательности
- Церковь Николая Чудотворца — построена и освящёна в 1875 году.
- Мельница 1913 года построена в первой четверти двадцатого века купцами Морозовым Афанасием Андреевичем, Новиковым Григорием Федоровичем и лавочником Полозовом Гавриилой Лукьяновичем. Объектом культурного наследия регионального значения.
- Школа, где учился М. Б. Греков в 1890—1894 годах. Памятник культуры[2]. Приходская школа занимала кирпичное одноэтажное здание, построенное в 1877 году, через два года после освящения сельского храма Николая Чудотворца.

Первоначально школа была двухклассной с двухгодичным сроком обучения. Занятия в школе вел казак, заведующий школой Михаил Маслов, учительница из дворян, воспитанница пансионата благородных девиц, и старший урядник — учитель гимнастики.
Будущий художник Митрофан Борисович Греков поступил учиться в Маньково-Берёзовскую приходскую школу в первый класс в 1890 году, а закончил её в 1894 году, когда она была четырёхгодичной. В школе преподавали Закон Божий (настоятель Николо-Евдокимовского храма отец Яков Голубятников), грамматику, арифметику, уроки рисования вёл дьяк Асигкрит.
В настоящее время на стене здания школы висит мемориальная табличка с надписью: «В этом здании 1890—1894 годах учился художник баталист М. Б. Греков. 1881—1934.»
- Памятный камень в честь древнего казачьего рода Грековых. Памятный камень установлен к 120-летию со дня рождения художника-баталиста М. Б. Грекова в хуторе Ивановке Николо-Берёзовского сельского поселения. На месте камня ранее находилось родовое имение старинного казачьего рода Грековых. Предки Грековых в конце 18-го — начале 19-го веков заселили земли по берегам реки Берёзовой. Здесь были грековские хутора Ивановка, Борисовка, Николаевский, Петровский, Покровский, Вознесенский, Грековский тракт, Грековский лес.

Недалеко от камня находятся могильные плиты предков художника Митрофана Борисовича Грекова, перенесённые из слободы Маньково-Березовской, хуторов Николаевского и Петровского. На памятнике написаны слова: «Донскому роду Грековых. Июнь 2002».